# St. Hilarius (Bleichheim)

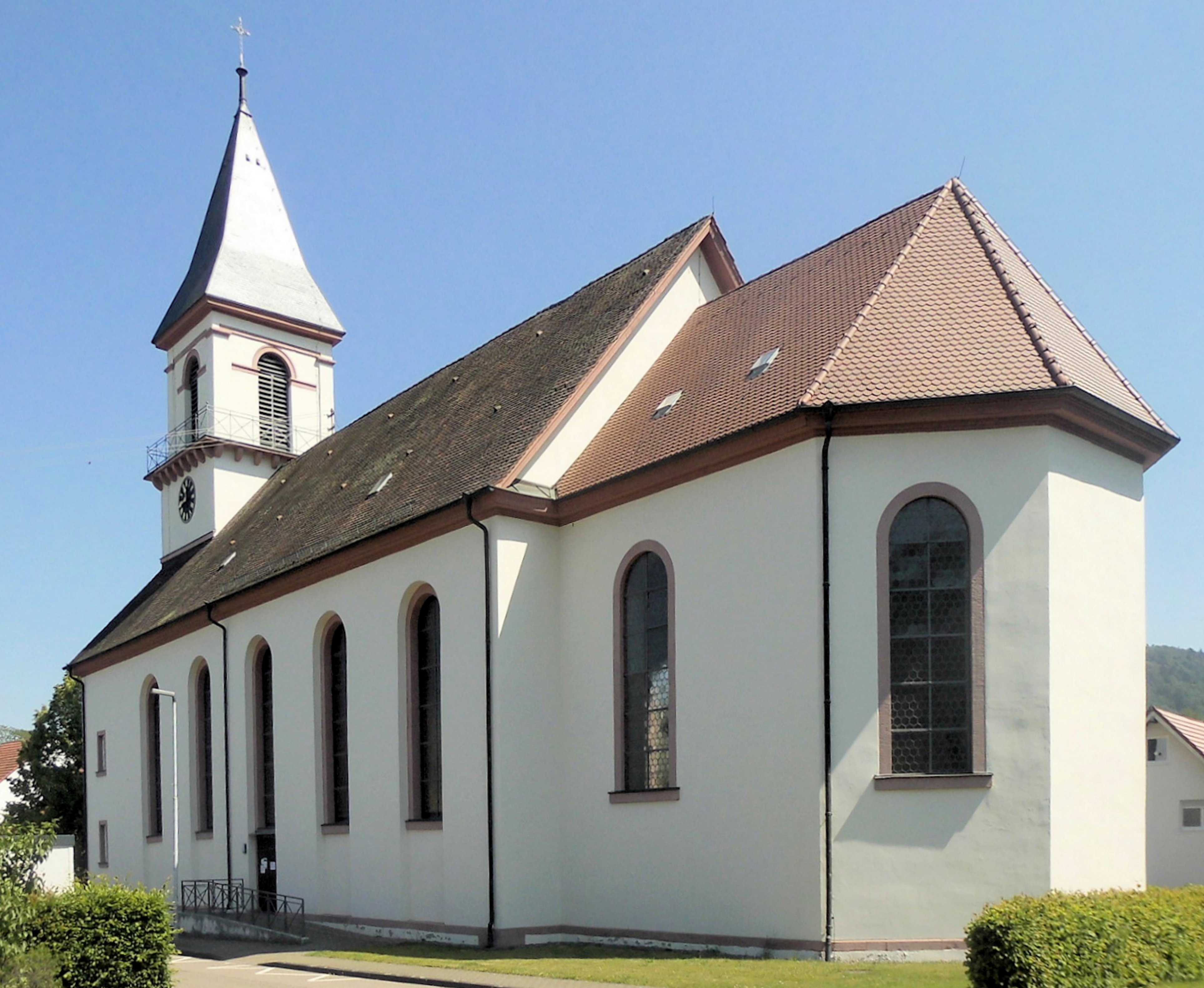
St. Hilarius in Bleichheim

St. Hilarius ist die römisch-katholische Pfarrkirche von Bleichheim, einem Ortsteil der Stadt Herbolzheim im Landkreis Emmendingen. Die Pfarrgemeinde gehört zur Seelsorgeeinheit Herbolzheim-Rheinhausen im Dekanat Endingen-Waldkirch des Erzbistums Freiburg.

## Geschichte
In Bleichheim gab es bis 1827 eine mittelalterliche Kirche im Stil der Romanik. Da die Bevölkerung gegen Ende des 18. Jahrhunderts stark angewachsen war, wurde die Kirche zu klein, und man entschied sich für einen Neubau. Dieser wurde in den Jahren von 1825 bis 1826 nach Plänen des großherzoglichen Baumeisters Christoph Arnold, eines Schülers von Friedrich Weinbrenner, im Stil des Klassizismus errichtet.
1999 beschädigte der Orkan Lothar das Kirchendach. Im Jahr 2008 wurde die Kirche außen gründlich saniert.

## Beschreibung
Die Saalkirche ist schlicht gehalten und mit einem Satteldach gedeckt. An das Kirchenschiff schließt sich im Süden ein polygoner Chor mit Fünfachtelschluss an. Belichtet wird der Kirchenraum durch große Rundbogenfenster.
Der für den Weinbrenner-Stil charakteristische Turm ist fast vollständig in die nördliche Fassade eingeschnitten und teilt diese symmetrisch. Etwas oberhalb vom First des Kirchendachs trennt ein Umgang den Turmschaft vom obersten Turmgeschoss, in dem die Glocken hängen und das von einem leicht eingeknickten Zeltdach gedeckt ist.

## Glocken
Im Turm hängt drei bronzene Kirchenglocken, die auch in das Schlagwerk der Turmuhr eingebunden sind: Glocke eins schlägt die Stunden, die beiden kleineren sorgen für den Viertelstundenschlag. An drei Seiten des Turms befinden sich unter der Galerie Zifferblätter der Turmuhr.
| Glocke | Gießer                               | Gussjahr | Durchmesser | Gewicht    | Schlagton |
| ------ | ------------------------------------ | -------- | ----------- | ---------- | --------- |
| 1      | Czudnochowsky, Erding                | 1951     | 1000 mm     | ca. 650 kg | g′-3      |
| 2      | Czudnochowsky, Erding                | 1951     | 0810 mm     | ca. 350 kg | b′-3      |
| 3      | Glockengießerei Grüninger, Villingen | 1925     | 0760 mm     | ca. 300 kg | c″+1      |